# Kate More
Kate More (Rotterdam, 13 juli 1978) is de artiestennaam van een Nederlands pornografisch actrice.

## Onderscheidingen
- 2000 - FICEB Ninfa Prize - Voor Best Lesbian Scene (met Nikki Anderson and Silvia Saint).[2]
- 2005 - Hot d'Or Award - Voor Best European Newcomer.[3]

- Bibliothèque nationale de France: cb14040595f (data)
- International Standard Name Identifier: 0000 0000 0087 2352
- Virtual International Authority File: 34658373